# Stazione di Torre Calzolari
La stazione di Torre Calzolari è stata una fermata ferroviaria posta lungo la linea a scartamento ridotto Arezzo-Fossato di Vico, a servizio della frazione di Torre Calzolari, nel comune di Gubbio. Come le altre stazioni, fu chiusa il 22 maggio 1945, a causa dei danni provocati dai bombardamenti della Seconda guerra mondiale. 
Trasformata in abitazione privata, ed ampliata, conserva nel corpo centrale il tipico stilema architettonico delle fermate situate lungo la linea ferrata.